# Луїс Морено (футболіст)
Луїс Морено (ісп. Luis Moreno; 19 березня 1981, Панама) — колишній панамський футболіст, захисник. Скандально відомий тим, що під час матчу національного чемпіонату Колумбії вдарив ногою сову, що прилетіла на поле, яка через добу померла.

## Кар'єра

### Клубна
Починав кар'єру у клубі «Депортіво Італія», потім перейшов у команду «Тауро». З перервами виступав за цей клуб, переходячи у команди «Енвігадо», «Санта-Фе» і «Тібуронес Рохос».
На початку року приєднався до колумбійського клубу «Депортіво Перейра». Під час матчу команди Морено проти клубу «Атлетіко Хуніор» талісман клубу-суперника, сова, приземлилася на полі, що змусило арбітра зупинити зустріч. Однак перед тим, як технічні працівники підбігли до птиці, Морено підійшов до сови і вдарив ногою її на відстань близько трьох метрів. Ветеринари терміново відправили сову в лікарню, однак на наступний день вона померла від больового шоку. Морено з боку дисциплінарного комітету був оштрафований і дискваліфікований на дві гри, а його вчинок був засуджений у ряді країн світу. Крім того, він повинен був публічно вибачитися і виконувати громадські роботи в зоопарку Барранкільї.
Незабаром футболіст повернувся в рідний «Тауро», де і грав до завершення кар'єри у 2016 році.

### У збірній
Виступав за збірну Панами з 2001 року. Учасник Золотих кубків КОНКАКАФ 2005, 2007 та 2009 років.

## Титули і досягнення
- Срібний призер Золотого кубка КОНКАКАФ: 2005